# Derby Wałbrzycha w piłce nożnej
Derby Wałbrzycha – derby piłkarskie rozgrywane pomiędzy najbardziej znanymi klubami z Wałbrzycha: Zagłębiem i Górnikiem.

## Kluby
| Porównanie klubów                     | Porównanie klubów                                                            | Porównanie klubów                     |
| ------------------------------------- | ---------------------------------------------------------------------------- | ------------------------------------- |
| Zagłębie Wałbrzych                    |                                                                              | Górnik Wałbrzych                      |
| 1945                                  | rok założenia                                                                | 1946                                  |
| 6                                     | liczba sezonów w Ekstraklasie                                                | 6                                     |
| 48.                                   | miejsce w tabeli wszech czasów Ekstraklasy                                   | 47.                                   |
| 11 sierpnia 1968 1:3 z Legią Warszawa | debiut w Ekstraklasie                                                        | 7 sierpnia 1983 3:1 z GKS-em Katowice |
| 3.                                    | najwyższa lokata w Ekstraklasie                                              | 6.                                    |
| 1/4 finału                            | najdalszy etap osiągnięty w Pucharze Polski                                  | 1/2 finału                            |
| 0                                     | królowie strzelców Ekstraklasy                                               | 1                                     |
| 4                                     | liczba spotkań w europejskich pucharach UEFA                                 | 0                                     |
| 6                                     | liczba spotkań w europejskich pucharach poza UEFA (Puchar Intertoto do 1994) | 6                                     |
| 22                                    | liczba sezonów w II lidze (ob. I lidze)                                      | 28                                    |
| Klasa A                               | obecny poziom ligowy (2023/24)                                               | Klasa okręgowa                        |
| Stadion Stare Zagłębie                | Stadion                                                                      | Stadion Tysiąclecia                   |

## Historia
Jesienią sezonu 1950/1951 kluby (jako Górnik Wałbrzych i Górnik Biały Kamień) rywalizowały w tej samej grupie Klasy A (ówczesny trzeci szczebel ligowy). Z początkiem 1951 r. Biały Kamień został włączony w granice Wałbrzycha, lecz do derbów wiosną nie mogło dojść, gdyż po półmetku rozgrywek Górnik Wałbrzych nie kontynuował gry w Klasie A – przystąpił do zreformowanej II ligi sezonu 1951.
Derby odbywały się wyłącznie na drugim poziomie rozgrywkowym. Pierwszych osiem spotkań odbyło się w latach 1964-1968, po czym Zagłębie awansowało do Ekstraklasy (na 6 sezonów). Ponownie zespoły się spotykały w grupie zachodniej II ligi w latach 1978-1983 (10-krotnie), po czym Górnik awansował do Ekstraklasy (także na 6 sezonów). Po spadku Górnika na drugi poziom rozegrano jeszcze pięć spotkań pomiędzy 1989 a 1991 rokiem. Ostatni mecz rozegrano w rundzie jesiennej II ligi sezonu 1991/1992. Po rundzie jesiennej zespół Górnika został wycofany z rozgrywek, a rok później oba kluby połączono w KP Wałbrzych, czym na wiele lat przekreślono szanse na rozgrywanie spotkań derbowych. Przed sezonem 1997/1998 KP Wałbrzych zmienił nazwę na Górnik Wałbrzych, odcinając się od tradycji Zagłębia. W 2008 do rozgrywek ligowych zgłoszono reaktywowany zespół Zagłębia, od tej pory obie drużyny mierzyły się ze sobą sześciokrotnie. Cztery mecze to była rywalizacja Zagłębia z rezerwami Górnika. Dopiero po wycofaniu się pierwszego zespołu Górnika z IV ligi, mecz z sezonu 2019/2020 był pojedynkiem dwóch pierwszych drużyn

## Bilans
Bilans:
| Bilans ogólny 1 drużyn | Bilans ogólny 1 drużyn | Bilans historyczny spotkań 1 drużyn Górnika i Zagłębia (do momentu połączenia klubów) | Bilans po roku 2008 (po reaktywowaniu zespołu Zagłębia Wałbrzych) |
| ---------------------- | ---------------------- | ------------------------------------------------------------------------------------- | ----------------------------------------------------------------- |
| Zwycięstwa Zagłębia    | 8                      | 8                                                                                     | 0 (1 wliczając mecze z rezerwami Górnika)                         |
| Zwycięstwa Górnika     | 6                      | 3                                                                                     | 3 (6 wliczając mecze z rezerwami Górnika)                         |
| Remisy                 | 9                      | 9                                                                                     | 0                                                                 |
| Bilans Bramkowy        | 33:22 dla Górnika      | 21:13 dla Zagłębia                                                                    | 1:20 dla Górnika (5:27 wliczając mecze z rezerwami Górnika)       |

## Pozycje ligowe
Porównanie pozycji ligowych Zagłębia i Górnika w latach 1964-1991:
|          | 64/65 | 65/66 | 66/67 | 67/68 | 68/69 | 69/70 | 70/71 | 71/72 | 72/73 | 73/74 | 74/75 | 75/76 | 76/77 | 77/78 | 78/79 | 79/80 | 80/81 | 81/82 | 82/83 | 83/84 | 84/85 | 85/86 | 86/87 | 87/88 | 88/89 | 89/90 | 90/91 | 91/92 |
| -------- | ----- | ----- | ----- | ----- | ----- | ----- | ----- | ----- | ----- | ----- | ----- | ----- | ----- | ----- | ----- | ----- | ----- | ----- | ----- | ----- | ----- | ----- | ----- | ----- | ----- | ----- | ----- | ----- |
| Zagłębie | 6     | 4     | 8     | 1     | 10    | 11    | 3     | 8     | 11    | 16    | 4     | 6     | 2     | 4     | 4     | 2     | 5     | 5     | 6     | 5     | 12    | 16    | 1     | 5     | 4     | 5     | 16    | 11    |
| Górnik   | 12    | 5     | 3     | 9     | 3     | 14    | 1     | 3     | 15    | ?     | ?     | ?     | 8     | 2     | 8     | 4     | 12    | 8     | 1     | 6     | 8     | 6     | 10    | 14    | 15    | 8     | 10    | –     |

| I | II | III |